# Wysoka Skała

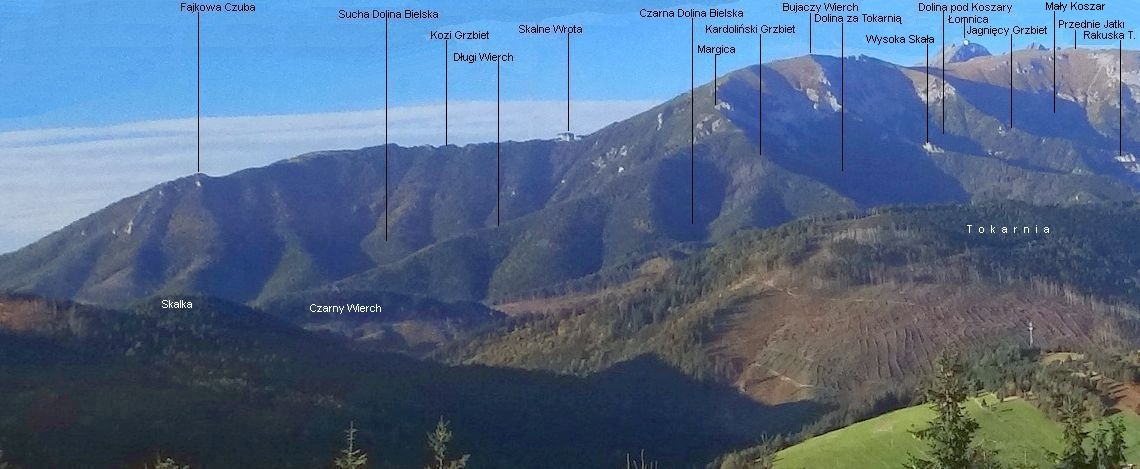
Wysoka Skała wśród podpisanych obiektów

Wysoka Skała (niem. Hoher Turm, słow. Vysoká skala, węg. Magas-szikla) – skała w północnym grzbiecie Bujaczego Wierchu w słowackich Tatrach Bielskich. W grzbiecie tym kolejno znajdują się: Wysoka Skała, Goły Wierch, Ozielec i Tokarnia. 
Wysoka Skała wznosi się na wysokość około 1580 m, a jej wysokość względna nad granią wynosi około 25 m. Wznosi się w grzbiecie porośniętym kosodrzewiną i limbami. Najłatwiejsze wejście na skałę jest od zachodniej strony 20-metrowej wysokości ścianką. Pierwsze wejście na Wysoką Skałę: Jacek Bilski i Władysław Cywiński 17 października 1989 r. (I w skali tatrzańskiej).
Powyżej Wysokiej Skały grań porasta gąszcz kosodrzewiny, powyżej niej strome trawniki, szuter i płyty. Brak śladów ludzkiej działalności.
Autorem nazwy Wysoka Skała jest Władysław Cywiński.